# Félix Gancedo
Félix Gancedo Gómez (Málaga, 18 de septiembre de 1940) es un remero y regatista español que compitió en las clases Snipe, Dragon, Flying Dutchman y Tempest.
Como remero, compitiendo para el Real Club Mediterráneo, ganó el campeonato de España de x1 en 1964 y quedó tercero en 1963.
Pero el deporte donde ha destacado realmente es el de la Vela. Félix Gancedo es uno de los regatistas que ha marcado una época en la historia de la vela española. Sus snipes, bautizados como "Gran Numa", nombre escogido como símbolo de fuerza y de nobleza, son propios de un museo de la Vela, ya que han pasado a la leyenda de la navegación española. Sobrino de su presidente Carlos Gómez Raggio, Gancedo ha arbolado la grímpola del Real Club Mediterráneo durante toda su carrera deportiva.
En la clase Snipe ha sido dos veces campeón del mundo absoluto (1973 y 1975) y otra más en categoría Máster (1991), además de cuatro veces campeón de Europa (1972, 1974, 1978 and 1990) y quince veces campeón de España (1969, 1970, 1971, 1972, 1973, 1974, 1975, 1977, 1978, 1979, 1980, 1981, 1983, 1985 y 1990). También ganó quince Trofeos de Su Majestad el Rey y tres Copas de Su Alteza Real el Príncipe de Asturias. Ha conseguido cuatro Trofeos Princesa Sofía (en 1973 navegando en la clase Dragon, y en 1978, 1980 y 1982 en la clase Snipe).
En la clase Flying Dutchman fue campeón de España tres veces (1964, 1967 y 1968).

## Juegos olímpicos
Participó en tres Juegos Olímpicos en tres clases diferentes:
- En México 1968 fue 11.º en  Flying Dutchman.
- En Múnich 1972 fue 15.º en Dragon.
- En Montreal 1976 fue 9.º en Tempest.

## Galardones
Su carrera deportiva ha sido reconocida por el gobierno español, que le otorgó la Medalla de Oro del Consejo Superior de Deportes.